# Kevin from Work
Kevin from Work est une sitcom américaine diffusée sur ABC Family du 12 août au 7 octobre 2015.
Le 4 mars 2016, la série est officiellement annulée après une saison.

## Distribution

### Personnages principaux
- Noah Reid : Kevin Reese Daly
- Paige Spara : Audrey Piatigorsky
- Jordan Hinson : Roxie Daly
- Matt Murray : Brian
- Punam Patel : Patti

### Personnages secondaires
- Jason Rogel : Ricky
- Amy Sedaris : Julia
- Nik Dodani : Paul Garfunkel
- Bryan Coffee : Simon
- Brian George : Samir
- Matthew Florida : Brock
- Neal Dandade : Docteur Dev

## Épisodes
1. Pilot
2. Gossip from Work
3. Who's Your Friend from Work
4. All About Work from Work
5. Roommates from Work
6. Birthday from Work
7. Secrets from Work
8. Aftershock from Work
9. Escape from Work
10. Team Kevin from Work